# Impe
Impe is een dorp in de Belgische provincie Oost-Vlaanderen en een deelgemeente van Lede, het was een zelfstandige gemeente tot aan de gemeentelijke herindeling van 1977. Impe ligt in de Denderstreek.

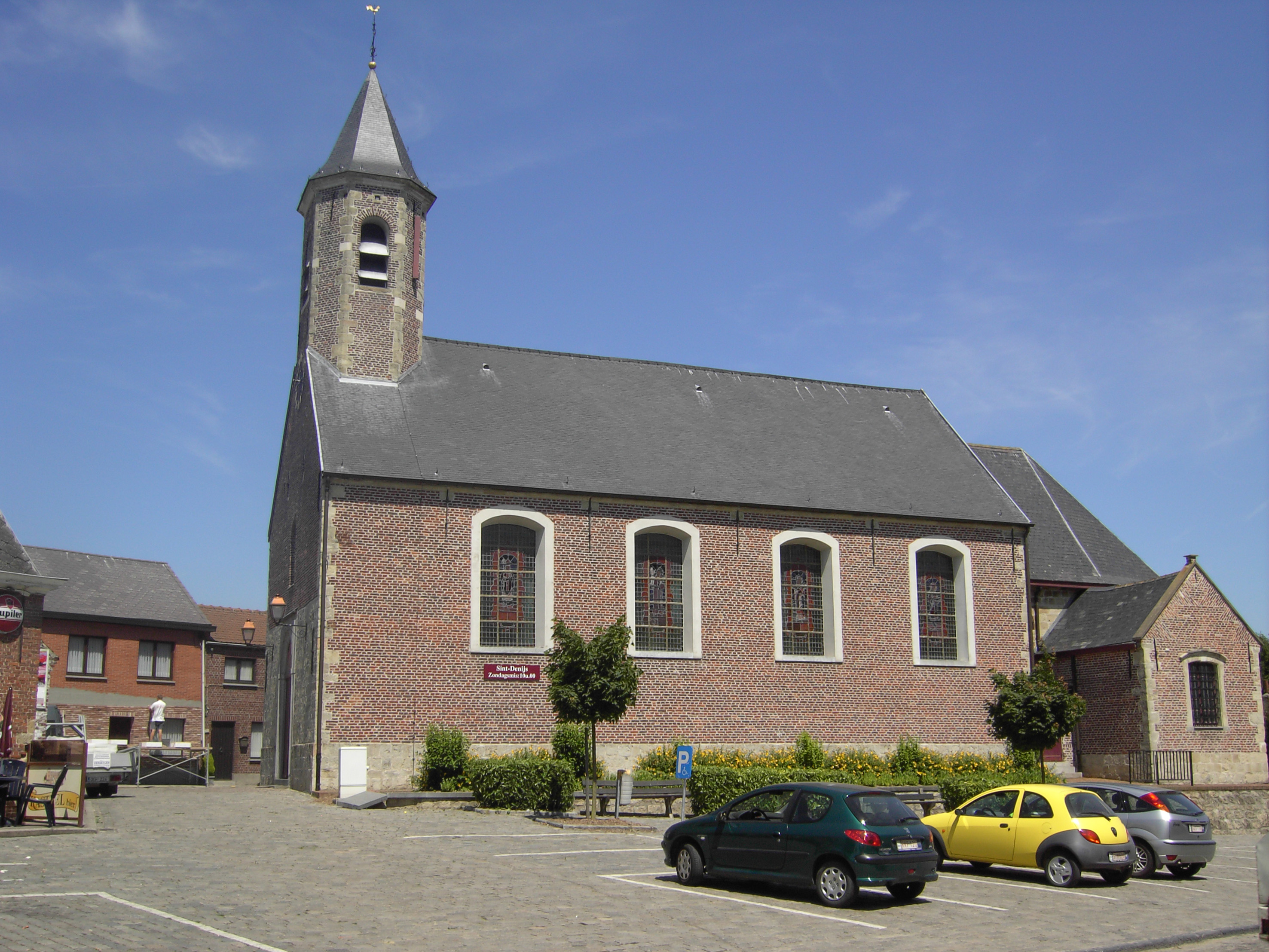
Centrum van Impe

## Geschiedenis
In een oorkonde van Affligem uit 1164 worden reeds dorpsheren vermeld van Impe. De heerlijkheid Van der Braemt was in de 14de en 15de eeuw in het bezit van de familie Van Culsbrouc, later van de familie Loetz, van de familie De Grutere van Bieselinge en ten slotte van de familie De Joigny de Pamele.
In 1630 werd de heerlijkheid Impe, samen met die van Hofstade, door de koning als leenpand afgestaan aan de Heer van Lede, baron Willem Bette. Het bleef in het bezit van deze familie tot 1792. De laatste heer was graaf Christiaan de Lannoi en Hasselt.

## Demografische ontwikkeling
- Bronnen:NIS, Opm:1831 tot en met 1970=volkstellingen; 1976 = inwoneraantal op 31 december

## Bezienswaardigheden
- De Sint-Dionysiuskerk, die centraal ingeplant is op het dorpsplein, is overwegend classicistisch, alleen het koor is gotisch. De kerk werd na de brand van 1582 heropgebouwd in 1608 en vergroot in 1773.
- Tegenover de kerk staat de pastorie uit eind 18de eeuw.
- Van de twee molens die Impe rijk was, blijft alleen de Riddermolen over. Aan de ene kant van de Molenbeek staat de graanmolen, aan de andere kant ziet men nog een stuk van de 17e-eeuwse olieslagmolen. De oudste vermelding van de graanmolen gaat terug tot 1430.

## Natuur en landschap
Impe ligt in Zandlemig Vlaanderen op een hoogte van ongeveer 35 meter. Door Impe stroomt de Molenbeek en de Wellebeek. Een natuurgebied is het Poreibos.

## Trivia
- De bijnaam van de inwoners is omleegvallers.[1]

## Nabijgelegen kernen
Lede, Wanzele, Smetlede, Papegem, Erondegem
Deelgemeenten: Impe · Lede · Oordegem · Smetlede · Wanzele

Gehucht: Papegem

Belgische gemeenten · Arrondissement Aalst · Oost-Vlaanderen · Vlaanderen